# Chiesa di San Bartolomeo (Colere)
La chiesa di San Bartolomeo è la parrocchiale a Colere nella provincia di Bergamo. Risale al XVIII secolo. Fa parte del vicariato locale di vicariato di Vilminore

## Storia
Colere fu sede parrocchiale sin dal 22 ottobre 1453 (con atto del vescovo Giovanni Barozzi) e nacque col distacco dall'antica parrocchia di Santa Maria di Vilminore di Scalve, alla quale tuttavia rimase legata, e questo risulta dal registro censuale stilato dal vescovo Vittore Soranzo nella seconda metà del XVI secolo.  Nel 1575 gli atti della visita pastorale di san Carlo Borromeo vi documentarono la presenza di quattro altari.
La chiesa fu nuovamente visitata dal vescovo di Bergamo Giovanni Paolo Dolfin nel 1779, mentre ancora il cantiere era aperto in lavori di ricostruzione dell'edificio.
Nel 1792 la chiesa venne benedetta.
La torre campanaria fu completata nel 1870.
Dopo il secondo conflitto mondiale, nel 1946, l'edificio fu oggetto di lavori di restauro e, nel 1956, venne posto nel presbiterio il nuovo altar maggiore.
La facciata venne restaurata pochi anni dopo, nel 1961, e nello stesso anno fu rifatto il pavimento della zona presbiteriale. La decorazione degli interni venne completata nel 1964 e circa trent'anni dopo anche la sacrestia fu oggetto di interventi restaurativi.
A partire dal XXI secolo è stato messo a norma l'impianto elettrico e si è restaurata la copertura del tetto.

## Descrizione
Il luogo di culto si trova su un piccolo terrazzamento in prossimità del centro dell'abitato e la torre campanaria, che è separata dall'edificio, sorge a est nella zona absidale. Il prospetto anteriore ha un aspetto barocco, è suddiviso in due ordini e completato da un frontone timpanato arrotondato.
Sul campanile, posto sul retro della chiesa, trovano alloggio 8 campane in Do maggiore fuse da Daciano Colbachini di Padova nel 1953. Esse vengono ancora oggi azionate manualmente tramite corde.
Il portale che si trova nel primo ordine ha in corrispondenza nel secondo ordine una grande finestra che porta luce all'unica navata. L'interno ha copertura a botte ed il presbiterio, leggermente rialzato, è preceduto da un arco trionfale a tutto sesto.
Interessante l'altare laterale con dedicazione a Maria sul quale è conservata la pala raffigurante la Madonna della Cintura, l'altare dedicato a san Bartolomeo opera lignea di Giovanni Giuseppe Piccini, e il pulpito di scuola fantoniana. L'altare maggiore ospita il dipinto di grandi Gloria di san Bartolomeo (350x220) la cui attribuzione a Enrico Albrici non è da tutti i critici accettata.